# Каша (окръг)
Окръг Ка̀ша (на английски: Cassia County, звуков файл и буквени символи за произношение ) е окръг в щата Айдахо, Съединени американски щати. Площ – 6683 km² (3,08% от площта на щата, 9-о място). Население – 23 664 души (2017), 1,46% от населението на щата, гъстота – 3,54 души/km². Административен център е град Бърли.
Окръгът е разположен в южната част на щата. На запад граничи с окръг Туин Фолс, на северозапад – с окръг Джеръм, на север – с окръзите Минидока и Блейн, на североизток – с окръг Пауър, на изток – с окръг Оунайда и на юг – с щатите Юта и Невада. Северната третина на окръга е заета от средната част на обширната междупланинска равнина на река Снейк, а южната част е планинска. Тук се издигат три изолирани планински масива, най-висок от които е масивът Албион с връх Каша (3151 m). На север по границата с окръзите Блейн, Минидока и Джеръм преминава част от горното течение на река Снейк (ляв приток на Колумбия), на която е изграден язовирът Уолкът. От ляво в нея се вливат реките Рафт и Гос Крийк.
Най-голям град в окръга е административният център Бърли 10 345 души (2010 г.), а останалите населени места са малки с население под 500 души.
През окръга преминават участъци от 2 междущатски магистрали и 1 междущатско шосе:
- Междущатска магистрала  – 73 мили (117,5 km), от северозапад на югоизток;
- Междущатска магистрала  – 28 мили (46,7 km), от запад на изток, в североизточната част на окръга;
- Междущатско шосе  – 38 мили (61,1 km), от запад на изток.

Окръгът е основан на 20 февруари 1879 г. с административен център град Албион. За неговото наименование има две версии: или е наименуван в чест на Джон Казиер, един от командирите на мормонския батальон, участвал в Американо-мексиканската война, или на широко разпространеното в региона растение каша. През 1907 г. от западната част на окръга е отделен окръг Туин Фолс, а през 1913 г. от източната му част – окръг Пауър. На 5 ноември 1918 г. административният център на окръга е пренесен от град Албион в град Бърли.